# 新・アフタヌーンショー
『新・アフタヌーンショー』（しん・アフタヌーンショー）は、テレビ朝日系列局ほかで生放送されていたワイドショー。テレビ朝日系列局では1987年3月23日から同年10月2日まで、毎週月曜 - 金曜 12:00 - 12:55（JST）に放送。一部のクロスネット局および系列外局では14:00もしくは15:00からの時差ネット。

## 概要
前身は、渡辺宜嗣アナウンサーが司会をしていた『なうNOWスタジオ』。製作発表で司会の川崎敬三は「これが最後の気持ちです」と語った。第1回は川崎と古手川伸子がテレビ朝日アーク放送センターの外からの挨拶で始まった後、社屋に入りスタッフ等からの激励や花束を受けスタジオに入った。『なうNOWスタジオ』の内容をそのまま受け継ぎ、1985年10月に「やらせリンチ事件」（やらせリンチ報道）で打ち切られた『（旧）アフタヌーンショー』のような事件を一切扱わず、スキャンダル抜きの芸能情報、生活情報を主にした内容だった。
しかし、視聴率の低迷に加え、富士山ロケ中の取材クルーの水死事故が追い打ちをかけてしまったことから、結局、わずか半年で打ち切りとなった。なお、川崎はこれを機に事実上芸能活動を休業した。
その後もテレビ朝日の平日正午枠は後番組『布施明のグッDAY』も半年で打ち切りとなり、以降、1996年4月の『ワイド!スクランブル』放送開始（現在も継続中）するまでに10回以上もの改編を繰り返すこととなる。

## キャスト

### 司会
- 川崎敬三
- 古手川伸子（古手川祐子の実妹）

### その他
- 水野久美
- 初代林家木久蔵
- 亀和田武
- 藤吉久美子
- 日髙のり子
- 三宅久之
- 桂三枝
- 山口良一
- 岡江久美子
- 広田レオナ
- 赤木春恵
- 渡辺宜嗣（当時テレビ朝日アナウンサー）

ほか

## ネット局
系列は放送当時のもの。遅れネット局では14:00 - 14:55または15:00 - 15:55に放送されていた。
| 放送対象地域  | 放送局             | 系列                                         | ネット形態 | 備考               |
| ------------- | ------------------ | -------------------------------------------- | ---------- | ------------------ |
| 関東広域圏    | テレビ朝日         | テレビ朝日系列                               | 制作局     |                    |
| 北海道        | 北海道テレビ       | テレビ朝日系列                               | 同時ネット |                    |
| 青森県        | 青森放送           | 日本テレビ系列 テレビ朝日系列                | 遅れネット |                    |
| 宮城県        | 東日本放送         | テレビ朝日系列                               | 同時ネット |                    |
| 秋田県        | 秋田放送           | 日本テレビ系列                               | 遅れネット |                    |
| 山形県        | 山形放送           | 日本テレビ系列 テレビ朝日系列                | 遅れネット |                    |
| 福島県        | 福島放送           | テレビ朝日系列                               | 同時ネット |                    |
| 新潟県        | 新潟テレビ21       | テレビ朝日系列                               | 同時ネット |                    |
| 長野県        | テレビ信州         | 日本テレビ系列 テレビ朝日系列                | 同時ネット |                    |
| 静岡県        | 静岡けんみんテレビ | テレビ朝日系列                               | 同時ネット | 現：静岡朝日テレビ |
| 富山県        | 北日本放送         | 日本テレビ系列                               | 遅れネット |                    |
| 石川県        | 北陸放送           | TBS系列                                      | 遅れネット |                    |
| 福井県        | 福井放送           | 日本テレビ系列                               | 遅れネット |                    |
| 中京広域圏    | 名古屋テレビ       | テレビ朝日系列                               | 同時ネット |                    |
| 近畿広域圏    | 朝日放送           | テレビ朝日系列                               | 同時ネット | 現：朝日放送テレビ |
| 鳥取県 島根県 | 日本海テレビ       | 日本テレビ系列                               | 遅れネット | 2局並行放送        |
| 鳥取県 島根県 | 山陰放送           | TBS系列                                      | 遅れネット | 2局並行放送        |
| 広島県        | 広島ホームテレビ   | テレビ朝日系列                               | 同時ネット |                    |
| 山口県        | 山口放送           | 日本テレビ系列 テレビ朝日系列                | 遅れネット |                    |
| 香川県 岡山県 | 瀬戸内海放送       | テレビ朝日系列                               | 同時ネット |                    |
| 愛媛県        | 南海放送           | 日本テレビ系列                               | 遅れネット |                    |
| 高知県        | 高知放送           | 日本テレビ系列                               | 遅れネット |                    |
| 福岡県        | 九州朝日放送       | テレビ朝日系列                               | 同時ネット |                    |
| 長崎県        | 長崎放送           | TBS系列                                      | 遅れネット |                    |
| 熊本県        | 熊本放送           | TBS系列                                      | 遅れネット |                    |
| 大分県        | テレビ大分         | 日本テレビ系列 フジテレビ系列 テレビ朝日系列 | 同時ネット |                    |
| 宮崎県        | 宮崎放送           | TBS系列                                      | 遅れネット |                    |
| 鹿児島県      | 鹿児島放送         | テレビ朝日系列                               | 同時ネット |                    |
| 沖縄県        | 琉球放送           | TBS系列                                      | 遅れネット |                    |